# Doupov

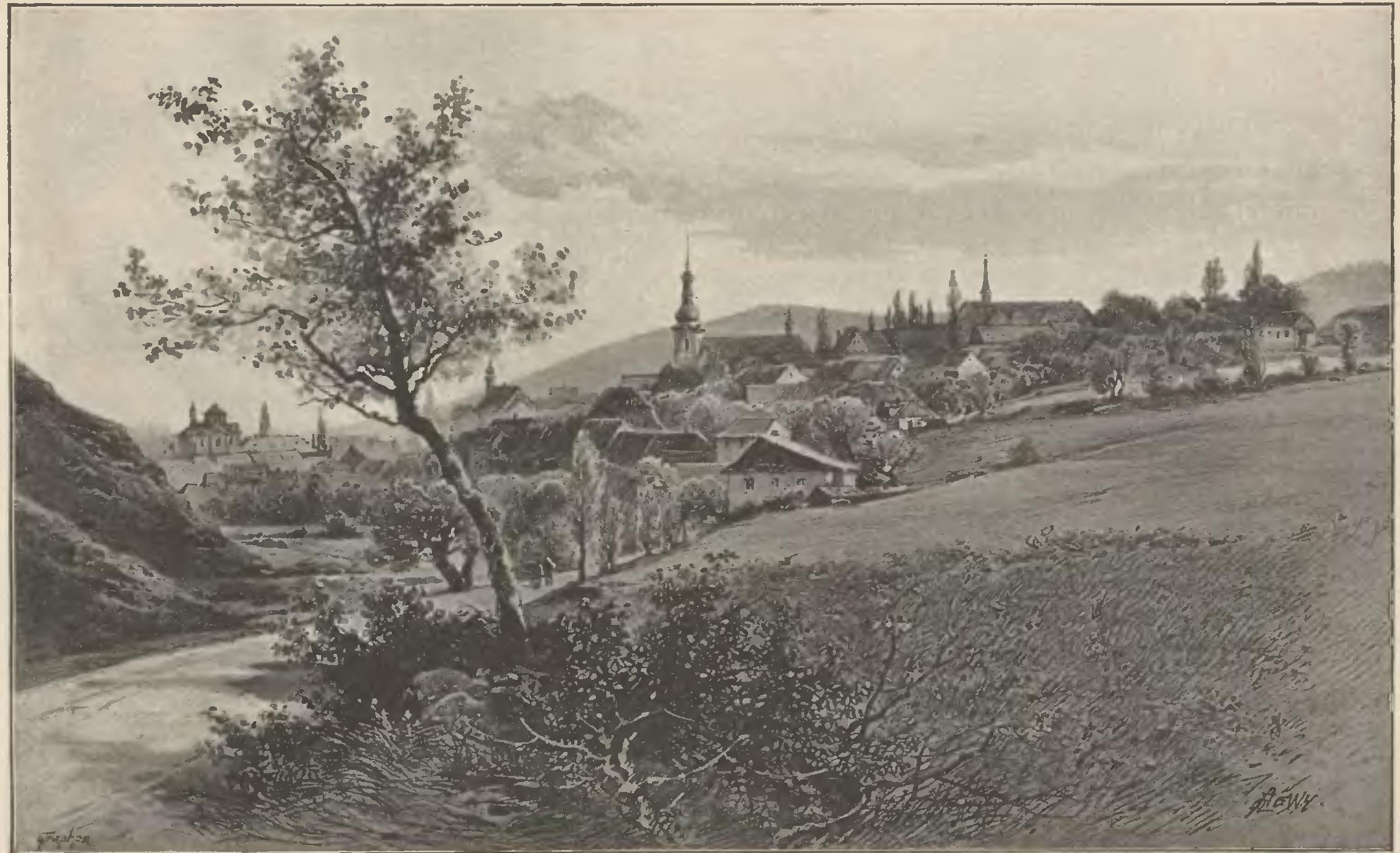
Panorama von Duppau (A. Lewý 1896)

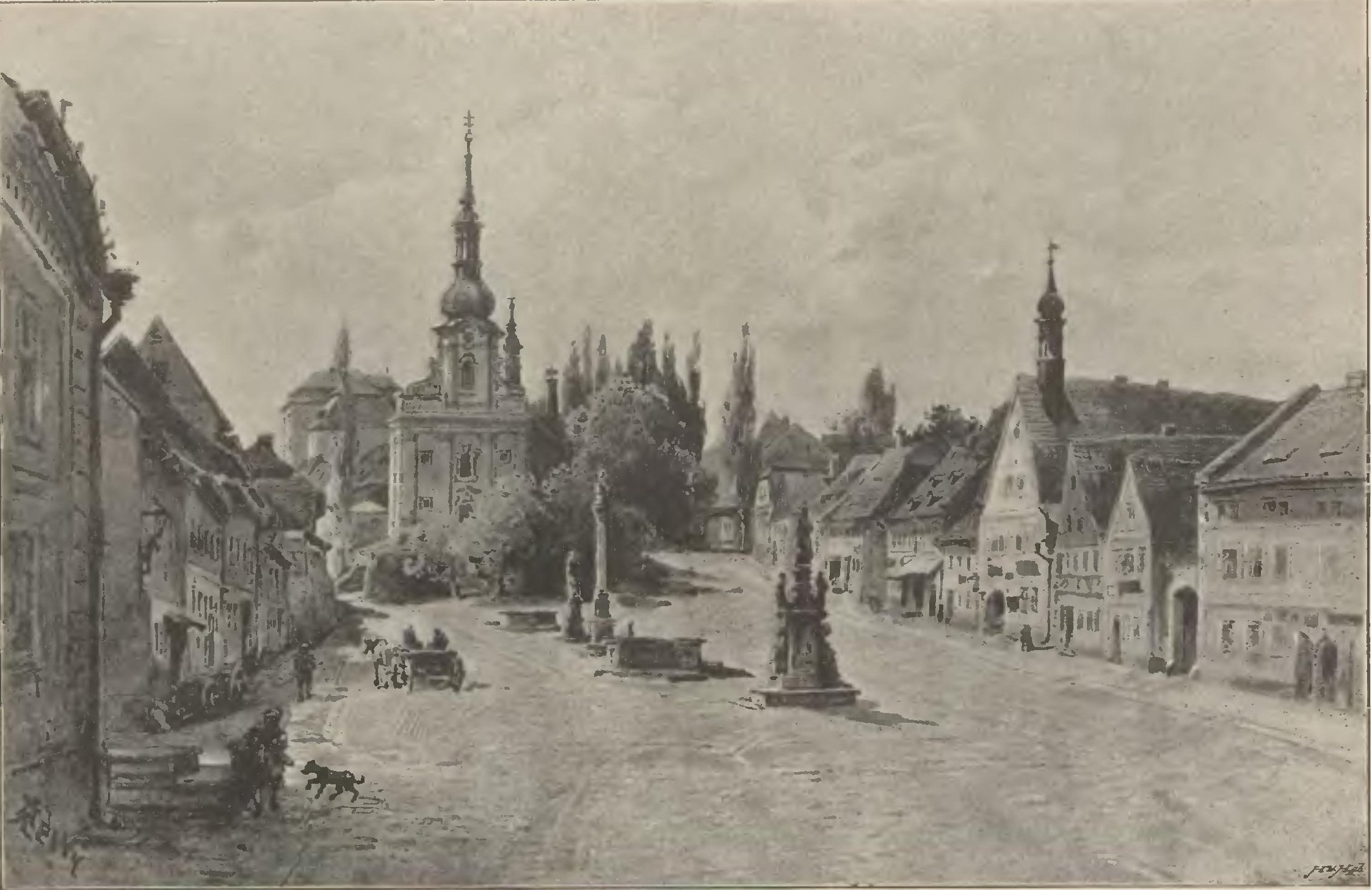
Hauptplatz in Duppau (A. Lewý 1896)

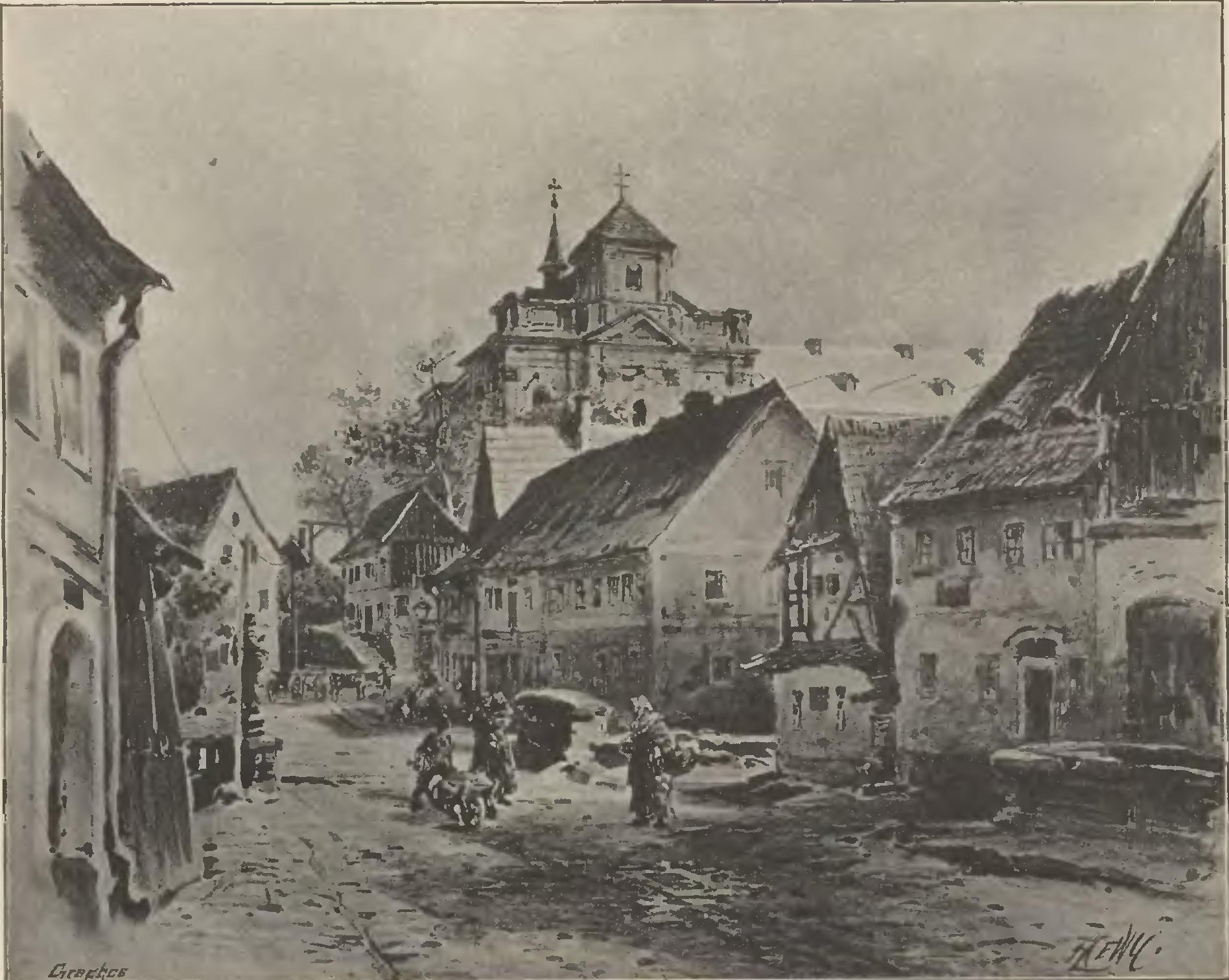
Klosterkirche (A. Lewý 1896)

Doupov (deutsch Duppau) ist eine Wüstung auf dem Truppenübungsplatz Hradiště im Okres Karlovy Vary in Tschechien. Die ehemalige Stadt wurde 1955 wegen der Errichtung des Truppenübungsplatzes geräumt und ihre Häuser danach bis auf die Grundmauern abgetragen. Doupov wird heute statistisch als Grundsiedlungseinheit des Truppenübungsplatzes erfasst.

## Geographie
Die Stadt lag im Duppauer Gebirge am Nordosthang des Flurbühls (655 m) an der Einmündung des Pustý potok in den Liboc (Aubach).

## Geschichte
Als ein möglicher Standort der sagenhaften Wogastisburg des Slawenfürsten Samo wird neben anderen Plätzen auch des Duppauer Gebirge genannt. Samo soll hier ein Heer der Franken unter König Dagobert I. besiegt haben.
Der Ort hatte seit dem 16. Jahrhundert das Stadtrecht. Das Schloss war ursprünglich Sitz der Herren von Duppau. Die letzten Herren auf Duppau – bis zur Vertreibung nach dem Zweiten Weltkrieg – waren die Zedtwitzer. Curt Graf Zedtwitz hatte die Herrschaft Duppau im Jahre 1858 von den Grafen Czernin erworben. Ein von Geistlichen geleitetes Gymnasium mit Konvikt förderte die Jugendbildung in seinem Einzugsgebiet. Administrativ gehörte sie zum Gerichtsbezirk Duppau bzw. zum Bezirk Kaaden, wobei Duppau Sitz des Bezirksgerichtes war.
Im 18. Jahrhundert war die Tuchmacherei das wichtigste Gewerbe der Stadt. Während des Österreichischen Erbfolgekriegs wurde Duppau 1742 von den Franzosen besetzt. 1866 kam es zur Besetzung durch die Preußen. Duppau gelangte nach dem Ersten Weltkrieg infolge des Vertrags von Saint-Germain an die Tschechoslowakei. Im Jahr 1930 hatte die Stadt 1524 Einwohner (1506 Deutsche, 18 Tschechen). Haupterwerbsquelle waren Ackerbau und Fremdenverkehr (Sommerfrische am Aubach).
Im Rahmen des Münchner Abkommens gelangte Duppau mit den restlichen Sudetengebieten 1938 an das Deutsche Reich, und die Stadt gehörte von bis 1945 zum Landkreis Kaaden, Regierungsbezirk Eger, im Reichsgau Sudetenland. Nach der Vertreibung der Deutschen nach Ende des Zweiten Weltkriegs  wurde die Stadt dem Verfall preisgegeben. Seit 1955 gehört sie samt Umgebung zum Truppenübungsplatz Hradiště und wurde bis auf die Grundmauern abgetragen. In der Gemarkung stehen bis heute nur noch zwei Gebäude: die Grabkapelle der Familie Zedtwitz und eine Scheune.
Ab 1902 war Doupov Endpunkt einer Lokalbahn von Vilémov (Willomitz) gewesen, die ursprünglich von den Kaadner Lokalbahnen errichtet worden war. Nach dem Abriss der Stadt (ab den 1950er Jahren) und der Einrichtung des Truppenübungsplatzes wurde die Strecke abgebrochen. Neben der Stadt Duppau wurden zur Einrichtung des Truppenübungsplatzes ca. 76 Dörfer, Kleingemeinden und Einzelgehöfte aufgelöst.

### Demographie
Bis 1945 war Duppau überwiegend von Deutschböhmen besiedelt, die vertrieben wurden.
| Jahr | Einwohner | Anmerkungen                                                        |
| ---- | --------- | ------------------------------------------------------------------ |
| 1785 | 0 k. A.   | 225 Häuser                                                         |
| 1830 | 1324      | in 250 Häusern                                                     |
| 1847 | 1423      | in 250 Häusern                                                     |
| 1869 | 1752      | in 245 Häusern                                                     |
| 1880 | 1722      | in 260 Häusern                                                     |
| 1890 | 1591      | 261 Häusern                                                        |
| 1900 | 1625      | deutsche Einwohner, in 267 Häusern                                 |
| 1910 | 1637      | in 276 Häusern                                                     |
| 1921 | 1605      | davon 1572 (98 %) Deutsche, in 269 Häusern                         |
| 1930 | 1524      | davon 1.506 (99 %) Deutsche und 18 (1 %) Tschechen, in 272 Häusern |
| 1939 | 1473      | [ 11 ]                                                             |
| 1950 | 0588      | in 272 Häusern                                                     |

## Burg und Schloss Duppau
Die Burg war ursprünglich Sitz der Ritter von Duppau („Benessius de Tuppowe“, 1281 in der urkundlichen Ersterwähnung Duppaus genannt). Später als „Duppauer von Duppau“ bezeichnet.
Ab Mitte 15. Jh. waren Burg und Herrschaft Besitz der Sahrer von Sahr. 1546 an Hugo von Leisnek (Burggrafen von Leisnig?) übergegangen.
Ab Mitte 16. Jh. gehörte die Herrschaft den Grafen Schlick (Christoph und sein Sohn Albin von Schlick). Weitere Besitzer waren die Grafen von Verduga (ehem. Marmorgrabstein des Grafen Ferdinand von Verduga im Inneren der Maria-Himmelsfahrts-Pfarrkirche stammte aus dem Jahr 1672) und die Herren von Lützau (später auch Lützow genannt).
Die letzten Herren auf Duppau – bis zur Vertreibung nach dem Zweiten Weltkrieg – waren die Zedtwitzer. Curt Graf Zedtwitz hatte die Herrschaft Duppau im Jahre 1858 von den Grafen Czernin erworben.
Seit dem Abriss von Stadt und Schloss ab 1950 ist nur noch die Grabkapelle der Familie von Zedtwitz als Ruine erhalten geblieben.

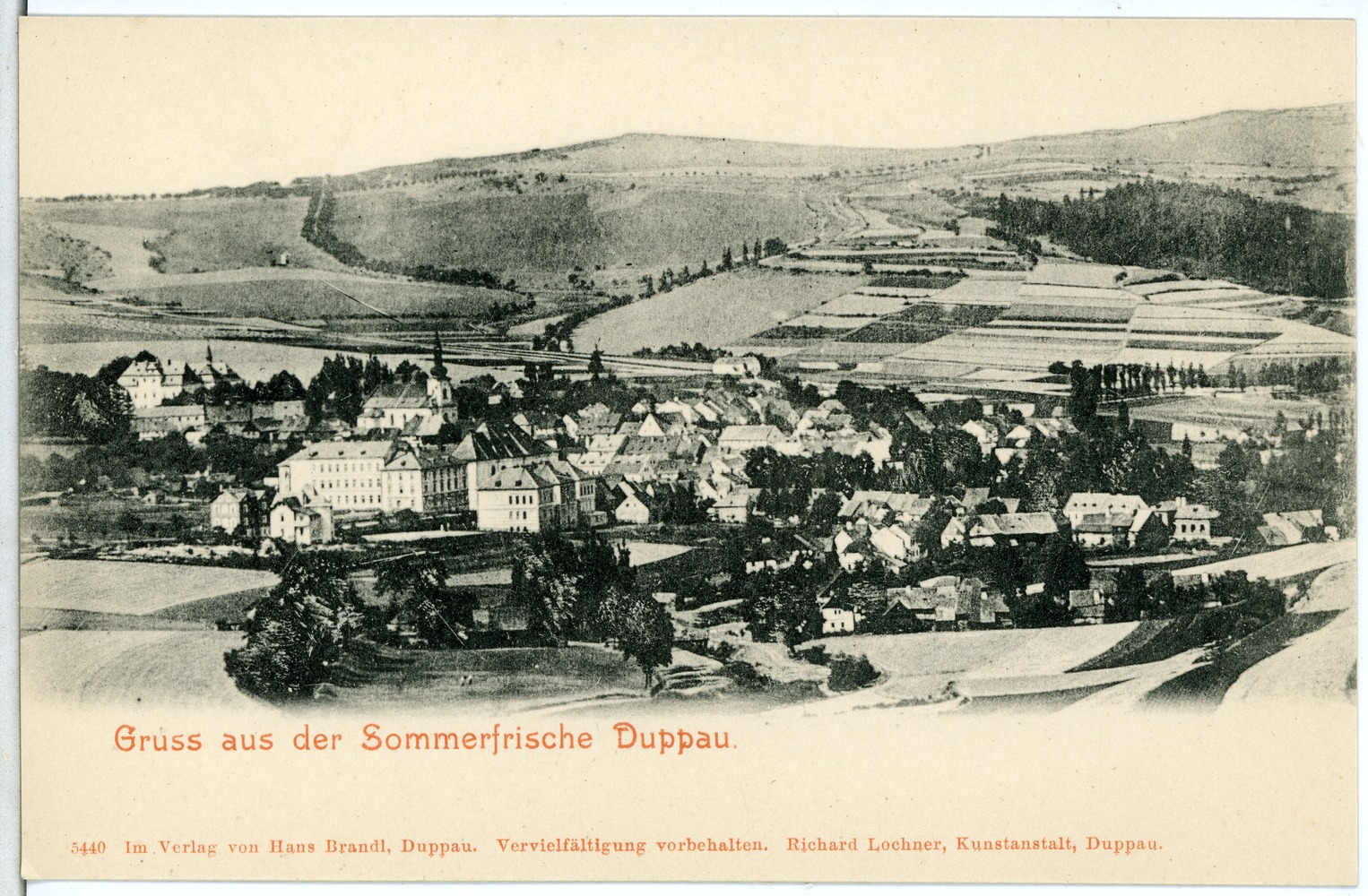
Duppau mit dem Schloss (links oben) um 1904, alte Postkarte
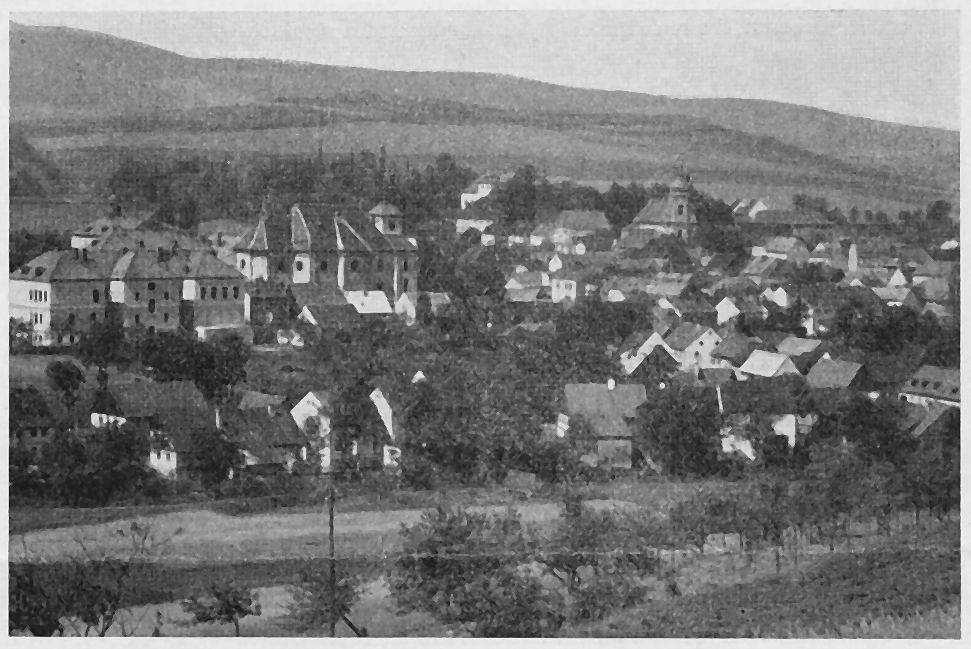
Duppau mit dem Schloss (links), Postkarte der 1930er Jahre
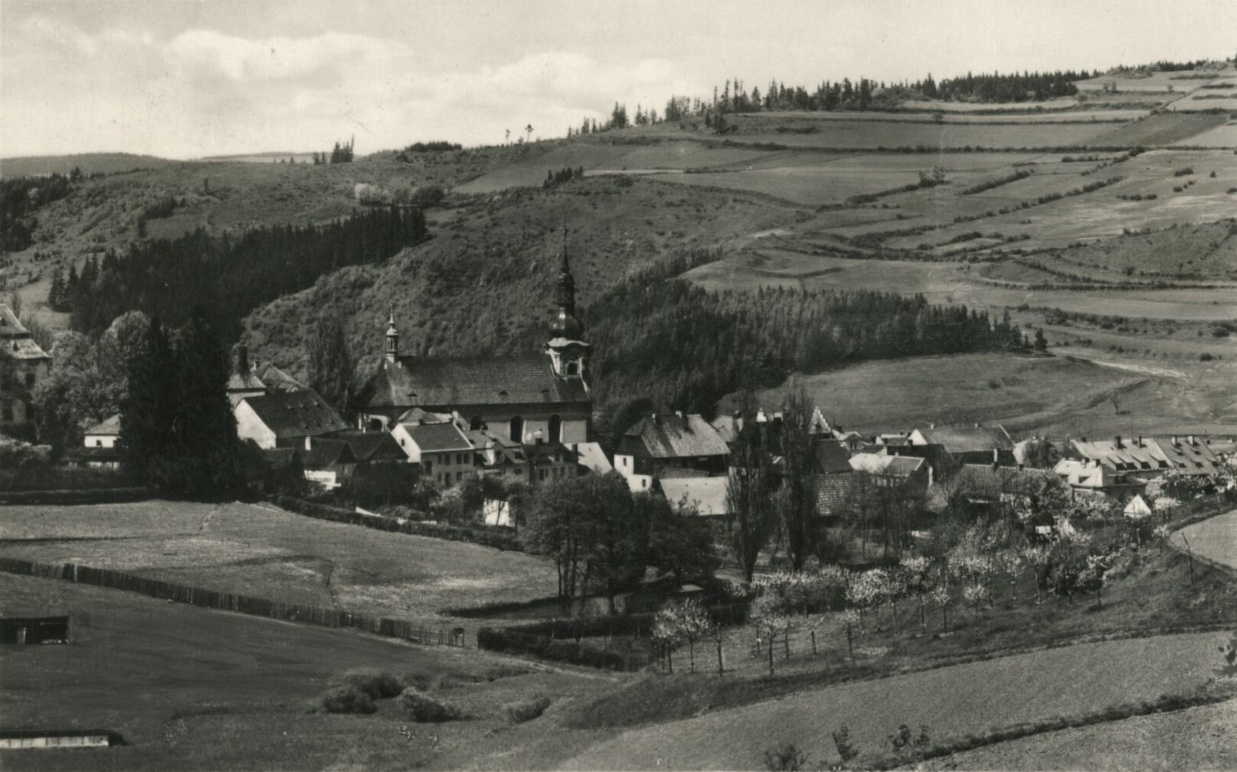
Duppau mit dem Schloss (linker Bildrand) im Jahre 1941
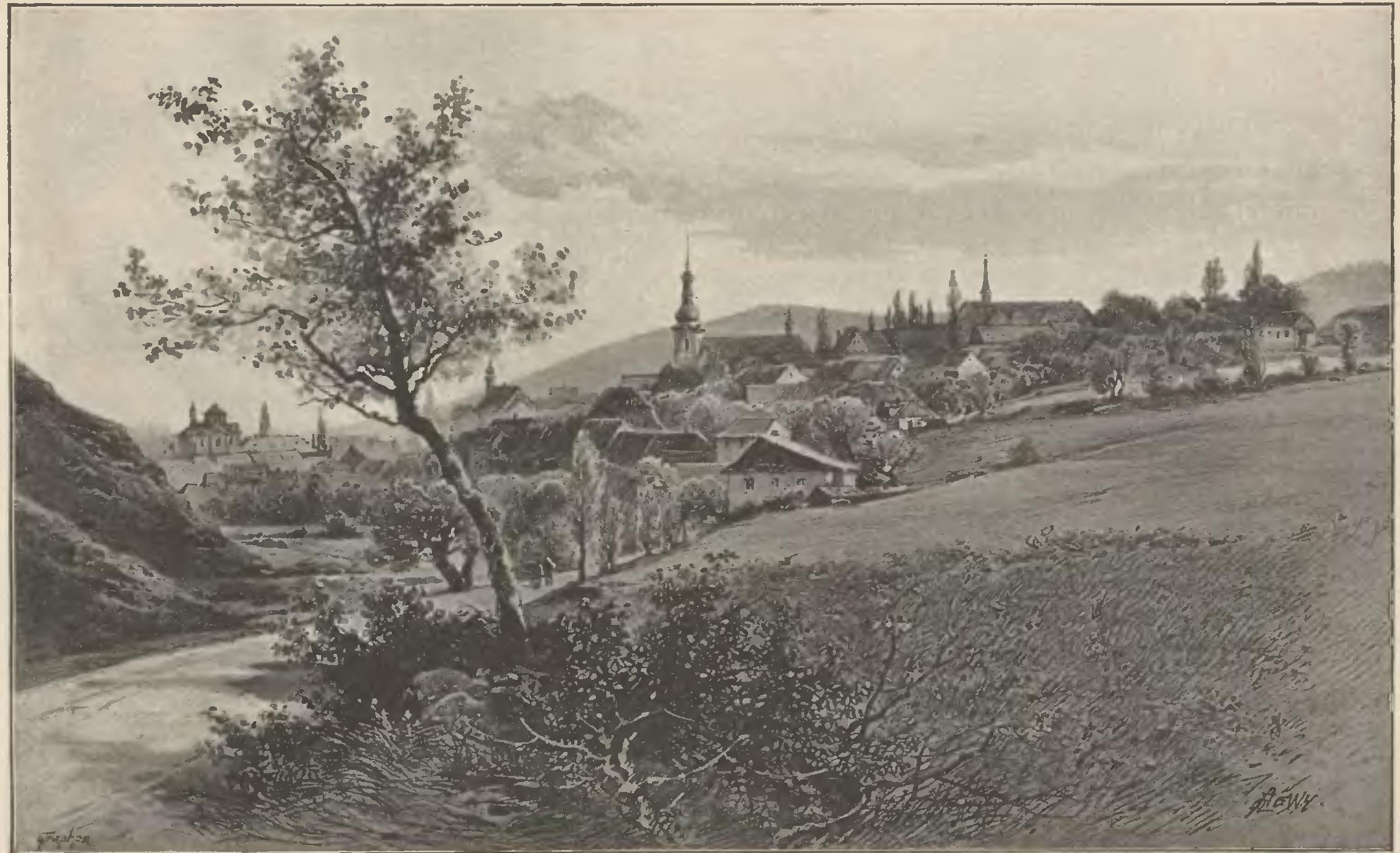
Duppau (um 1896) mit zum Schloss gehörendem Gebäude mit Türmchen (rechts im Bild)

## Überreste von Duppau
Heutzutage (2015) erinnern an Duppau nur der Rest der Lindenallee vom ehemaligen Marktplatz, einige Stufen, die zur Klosterkapelle führten, Zypressen auf dem ehemaligen Friedhof, das Lagergebäude (oft „Scheune“ genannt) der Wirtschaftsgenossenschaft vom Anfang des 20. Jahrhunderts am ehemaligen Bahnhof, Wandreste der Walkmühle, das Grab der Familie Zedtwitz (ruinöse Grabkapelle) und die alte Buche, wo die Buchenkapelle stand.

## Söhne und Töchter der Stadt
- Georg Friedrich Schierl von Schierendorff (1644–1714) Reichshofagent und Fiskal in Mähren/Brünn,[14]
- Christian Julius Schierl von Schierendorff (1661–1726), Hofkammerrat am Wiener Hof,[15]
- Anton Josef Edler von Klement (1701–1783), Gründer des Gymnasiums Duppau,[16]
- Johann Wenzel von Fritsch (1804–1869) 1864 Ehrenbürger der Stadt, kaiserlicher Hofarzt, zweiter Leibarzt von Kaiser Franz Josef I.[17]
- Richard Schwager (1822–1880), österreichischer Maler
- Vincenz Brehm (1879–1971), österreichischer Biologe und Tiergeograph
- Viktor Karell (1898–1979), Heimatforscher, Germanist, Schriftsteller, Lehrer und Museumsdirektor
- Hermann Götz (1914–1987), Politiker, Mitglied des Deutschen Bundestages

## Erhaltene Kunstwerke aus Duppau

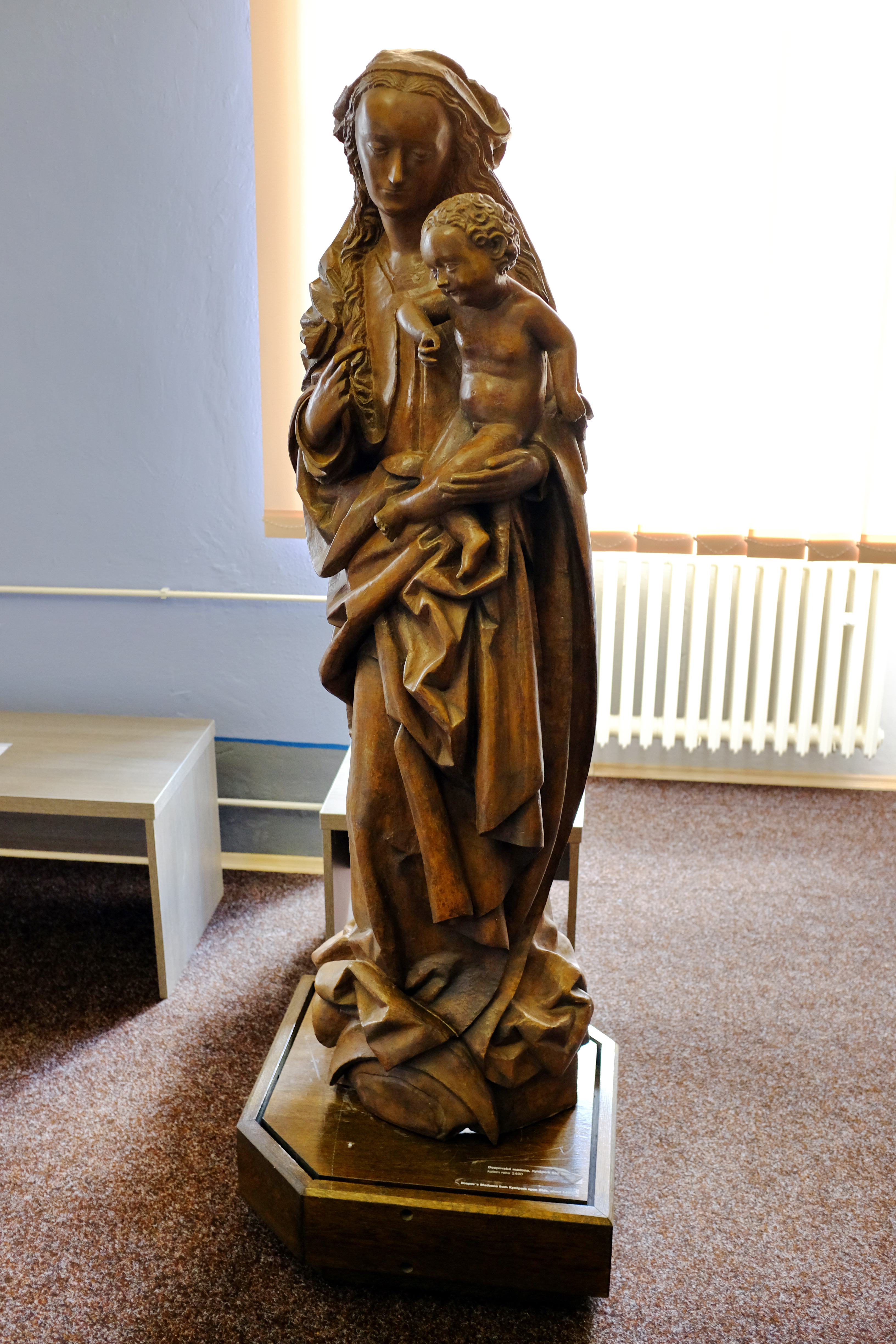
Duppauer Madonna im Kreismuseum Schloss Sokolov (Kopie (?) in einer Kirche in Kynšperk nad Ohří)